# Cementiri de Premià de Mar
El Cementiri de Premià de Mar té diversos elements historicistes inclosos en l'Inventari del Patrimoni Arquitectònic Català.

## Panteó de la família Puig
Panteó en forma de capella pertanyent a la família Puig. La construcció és d'estil neogòtic, exagerant els principals elements decoratius de l'exterior. El conjunt és molt estilitzat i fet de grans pedres de tall regular. La porta d'accés al panteó-capella és de ferro i protegeix els vitralls de colors que representen escenes bíbliques entre dues inscripcions en llatí.
El panteó fou construït pel mestre d'obres premiarenc Pere Andreu i Cisa l'any 1899 per a la família Puig.

## Panteó de la família Roura
Panteó familiar que reprodueix en petit les esglésies d'estil romànic, manifestament visible en les decoracions de l'arc de la porta. A l'interior hi ha un altar amb un crucifix. Entre moltes plaques mortuòries n'hi ha una que resa: "Construido en 1926 propiedad de Juan Roura Nasplada". El panteó fou construït pels germans Franzi de Barcelona.

## Capella
Capella situada entre dues parets de nínxols, fent angle recte. La capella és emblanquinada i segueix, per la porta i pel dibuix del carener, l'estil de les capelletes barroques de la zona. A l'interior, entre la porta i el petit altar, es troba el marbre de la fossa. El petit conjunt queda en un racó del cementiri, enjardinat amb arbres i bancs de pedra.